# Telemax (Argentina)
Telemax es un canal de televisión abierta argentino, propiedad de la cableoperadora Telecentro. Inició sus transmisiones el 1 de julio de 2006.

## Historia
Con el comienzo de emisiones, Telemax intentó ser una competencia al canal Metro de Artear, el cual mayormente emite programas de política y economía, el cual basa su modelo de negocios en alquilar los espacios para que cualquier persona o productora pueda tener su propio programa. También se intentaron aprovechar los programas que quedaron sin pantalla tras el cierre de P+E y Plus Satelital.
En su momento tuvo algunos programas políticos con Mauro Viale y Chiche Gelblung (que por ese entonces trabajaban en Canal 26), emitiendo programas en vivo y repeticiones. Con el correr del tiempo comenzó a tener una transmisión acotada por falta de programación, emitiendo únicamente desde las 8:00 p. m. hasta las 6:00 a. m. En 2009 la idea original del canal se vio desvirtuada por falta de presupuesto, lo cual llevó a complementar la programación con repeticiones, espacios pagos y programas no relacionados con la política, en su mayoría provenientes del canal K24 que había sido cerrado por Telecentro.
Desde el 20 de noviembre de 2011 está disponible la señal de Telemax en la TDT, compartiendo la frecuencia con su canal hermano Canal 26 en el canal virtual 26.3.
A mediados de 2014, comienzan a televisarse algunos programas de Radio Latina 101.1 en vivo, gracias a las cámaras y el equipamiento técnico que poseen los estudios de Suipacha 414, que hasta 2011 se utilizaron para la emisión de programas y entrevistas de Canal 26, cumpliendo con la cuota de producción propia que exige la Ley de Servicios de Comunicación Audiovisual.
Actualmente retransmite programas de Canal 26.